# 夏錦龍
夏錦龍（1954年9月16日—），臺灣原住民族賽夏族人，曾任行政院原住民族委員會土地管理處副處長、行政院原住民族委員會土地管理處處長、行政院原住民族委員會副主任委員、總統府原住民族歷史正義與轉型正義委員會副召集人。

## 生平
苗栗縣南庄鄉蓬萊國民小學、臺灣省立中壢中學、國立政治大學畢業，賽夏族第一位大學畢業生。曾經使用的名字為「夏錦春」。歷任臺灣省政府民政廳、中華民國內政部等行政職務，為行政院原住民委員會創會主任秘書，與行政院原住民委員會第一任主任委員華加志共同擘劃行政院原住民委員會創會相關事宜。